# Noel Bridgeman
Noel Bridgeman ("Nollaig" en gaèlic, Dublín, 1947 - St. Francis Hospice, Raheny, 23 de març de 2021) va ser un bateria i percussionista irlandès. El 1967 va fundar, amb Brush Shiels, el grup irlandès de blues-rock Skid Row, el primer cantant del qual és Phil Lynott, i amb qui va enregistrar diversos discos, entre els quals Skid i 34 Hours al costat del guitarrista Gary Moore. Després va fer enregistraments d'estudi amb The Chieftains, Clannad, The Waterboys i Altan. Toca des dels anys 2000 amb Van Morrison.

## Discografia

### Amb Skid Row
- 1970: Skid
- 1971: 34 Hours
- 1976: Alive & Kicking (live)
- 1999: Skid Row (Gary Moore/Brush Shiels/Noel Bridgeman)
- 2006: Live and on Song

### Col·laboracions

#### Amb Mary Black
- 1985: Without the Fanfare
- 1987: By the Time It Gets Dark
- 1989: No Frontiers
- 1991: Babes in the Wood
- 1995: Circus
- 1995: Looking Back
- 1999: Song for Ireland
- 2000: Speaking with the Angel
- 2000: The Collection
- 2001: The Best of Mary Black, Vol. 2
- 2003: The Best of Mary Black: 1991-2001

#### AmbThe Waterboys
- 1988 : Fisherman's Blues
- 1990 : Room to Roam
- 1991 : The Best of the Waterboys : 1981-1990
- 2002 : The Fisherman's Blues, Pt. 2
- 2002 : Too Clogués to Heaven

#### Amb Daniel O'Donnell
- 1988: Love Songs
- 1998: Love Hope & Faith
- 2002: Especially for You / Love Songs
- 2002: Songs of Love
- 2004: Songs of Inspiration/I Believe

#### Amb Sharon Shannon
- 1993: Sharon Shannon
- 1995: Out the Gap
- 1999: The Spellbound (best of)
- 2001: Live in Galway
- 2001: The Diamond Mountain Sessions
- 2006: The Sharon Shannon Collection 1990-2005

#### Amb Dan Ar Braz
- 1994: Dan Ar Braz i L'Héritage des Celtes
- 1995: En Concert - Dan Ar Braz i L'Héritage des Celtes
- 1997: Finisterres - Dan Ar Braz i L'Héritage des Celtes
- 1998: Zenith - Dan Ar Braz i L'Héritage des Celtes
- 2002: Made in Breizh - Dan Ar Braz

### Altres participacions
- 1970: Honest Injun - Granny's Intention
- 1982: Fuaim - Clannad
- 1985: Ordinary Man - Christy Moore
- 1989: We've Come a Long Way - Liam Clancy
- 1991: Smoke & Strong Whiskey - Christy Moore
- 1995: A Woman's Heart 2
- 1995: Dobro - Frankie Lane
- 1996: Delirium - Capercaillie
- 1996: Sur les quais de Dublin - Gilles Servat
- 1997: Sult: Spirit of the Music
- 1997: The Dreaming Sea - Karen Matheson
- 1998: Chariot - Siobhan MacGowann
- 1998: Pike - Hada to Hada
- 1999: Tears of Stone - The Chieftains
- 2000: Highland Cathedral - Phil Coulter
- 2000: Time to Be Free - Noel Brazil
- 2000: Transcendental Blues - Steve Earle
- 2001: Athchuairt - Paddy Glackin
- 2001: Buzzin' - Bumblebees
- 2001: Journey - Donal Lunny (best of)
- 2002: A Magical Gathering: The Clannad Anthology - Clannad
- 2003: The Best of Frances Black - Frances Black
- 2004: Metal Gear Solid
- 2005: Amarantine - Enya
- 2005: Hands Across the Water
- 2005: Magic Time - Van Morrison
- 2006: The Essential - The Chieftains
- 2008: A Collection - Paul Harrington
- 2011: Unfinished Business - Henry McCullough
- 2012: Discover Carlos Nuñez - Carlos Núñez